# Martin Conrad Biermann von Ehrenschild
Martin Conrad Biermann von Ehrenschild (* 1662; † 24. Januar 1715 in Sandager Sogn) war ein dänischer Politiker und Landdrost (Landrat) der Herrschaft Pinneberg.

## Leben
Biermann von Ehrenschild war der Sohn von Conrad Biermann von Ehrenschild (1629–1698) und dessen Frau Anna geb. Knoff (1647–1669). Er war Gutsherr der Adligen Güter Gyldensteen und Harritslevgård. Er stand im dänischen Dienst und war königlich dänischer Etats-, Justiz‐ und  Staatsrat, Vize‐ und Zeremoniar, sowie Repräsentant des Ordenskapitels. Von 1698 bis 1703 war er Landdrost der Herrschaft Pinneberg und wurde wegen Korruptionsverdacht von der „Hohen Landkommission“ abgesetzt. Sein Nachfolger wurde Claus Hartwig von Perckenthin.
Biermann von Ehrenschild war mit Anna Margrethe geb. von Stöcken (1668–1732) verheiratet. Aus dieser Ehe entstammte Anna Cathrine (1706–1724), die Carl von Brandt (1696–1738) heiratete.
Martin Conrad Biermann von Ehrenschild fand seine letzte Ruhe in der Sandager Kirche in Sandager Sogn.
Mit dem Tod von Martin Conrad im Jahr 1715 starb die männliche Stammreihe Biermann von Ehrenschild wieder aus. Die beiden Schwestern Elisabeth und Anna Maria heirateten und nahmen andere Nachnamen an. Als letzte aus dieser Familie verstarb Anna Maria im Jahr 1729.
Martin Conrad Biermann von Ehrenschild ist nicht zu verwechseln mit dem Vater des Amtmanns Friedrich Biermann von Ehrenschild (um 1690–1754) und dessen Frau Anna Cathrine Biermann (1706–1724). Diese Familie starb mit Friedrich Biermann von Ehrenschild aus.